# Ceratophyus sinicus
Ceratophyus sinicus es una especie de coleóptero de la familia Geotrupidae.

## Distribución geográfica
Habita en China.